# Gagata
Gagata es un género de peces de la familia Sisoridae del orden de los Siluriformes. Se distribuyen en la cuenca del Indo en Pakistán e India, al este y sur (incluida la India peninsular) hasta las cuencas del Tenasserim en Birmania.

## Especies
Se reconocen ocho especies dentro del grupo.
- Gagata cenia (Hamilton, 1822)
- Gagata dolichonema (He, 1996)
- Gagata gagata (Hamilton, 1822)
- Gagata itchkeea (Sykes, 1839)
- Gagata melanopterus (Roberts & Ferraris, 1998)
- Gagata pakistanica (Mirza, Parveen & Javed, 1999)
- Gagata sexualis (Tilak, 1970)
- Gagata youssoufi (Ataur Rahman, 1976)